# Я дверний проріз
«Я дверний проріз» (англ. I Am the Doorway) (інша назва — «Чужими очима»)  — оповідання американського письменника Стівена Кінга, опубліковано в журналі «Cavalier» у 1971 році. У 1978 році увійшов до складу збірки «Нічна зміна».

## Сюжет
Головний герой Артур, у минулому астронавт. Він та його напарник Корі на ракеті-носії Сатурн 16 беруть участь у польоті до Венери. Більшість планети постійно затягнута метановими, аміачними й пиловими хмарами, на ній не було виявлено ознак життя. У космосі Артур був охоплений незрозумілим неприємним відчуттям. Проблеми почалися при поверненні на Землю, внаслідок чого Корі загинув, а Артур лишився калікою. Причиною цьому могла бути незначна помилка в розрахунках руху корабля, хоча астронавт гадає, що причина могла бути глибиннішою.
За кілька років Артур, що був паралізований нижче поясу, поселився в Кі-Керелайні, де міг спостерігати запуск ракет. Якось він почав відчувати свербіж і біль у руках, а потім із жахом виявив, що на його пальцях з'явилися очі — десять злих очей із жовто-золотими райдужними оболонками. Коли вони були розплющені, то отримували владу над Артуром  — чоловік ставав «дверним прорізом» між цим світом і химерним іншопланетним. Його першою жертвою став хлопчик, що збирав монети на пляжі: попри інвалідність, спочатку Артур гнався за хлопцем, а потім очі розтрощили його голову. Товариш Артура, Річард, хотів побачити ці очі, та коли Артур зняв з рук пов'язки, очі вбили Річарда.
Щоб позбутися іншопланетян, Артур спалив свої пальці. Та з часом такі ж самі очі виросли в чоловіка на грудях. Єдиним прийнятним рішенням Артур визнав застрелитися з дробовика.